# Betongold
Betongold ist ein Begriff der populären Wirtschaftswissenschaft, welcher die vermeintliche Sicherheit von Immobilien („Beton“) vor Wertverfall, besonders in Krisenzeiten, bezeichnet.

## Bedeutung
In Krisenzeiten, wenn die Stabilität von Währungen und damit der Gegenwert von Bargeld oder Bankguthaben bedroht ist, wird häufig verstärkt in Gold investiert, weshalb ein steigender Goldpreis auch als Anzeichen für Wirtschaftskrisen gilt. In Anlehnung daran spricht man vom Betongold, wenn Investoren verstärkt in Immobilien investieren und Privatpersonen gleichzeitig verstärkt in Renovierung und Modernisierung der eigenen Wohnimmobilie investieren, da dies mehr Stabilität und Rentabilität als ein Bankguthaben verspricht, etwa in Zeiten einer Niedrigzinspolitik. Der Begriff soll dabei andeuten, dass den Immobilien (durch das Wort „Beton“ symbolisiert) außerhalb von Kriegsgebieten eine ähnliche Wertstabilität wie Gold nachgesagt wird. Das ist aber eine unzulässige Verallgemeinerung, da es auch bei Immobilien einen starken Wertverfall geben kann, beispielsweise durch Bevölkerungsrückgang, durch eine nachteilige Änderung in der Einkommens- und Bevölkerungsstruktur eines Stadtviertels, durch Umweltauswirkungen, durch eine Anhebung des Leitzinses, durch eine Wirtschaftskrise, durch die Erhöhung von Grundsteuern oder die Einführung einer Vermögensabgabe für Immobilien.